# Ballycolla
Ballycolla lub Ballacolla (irl. Baile Cholla) – wieś w hrabstwie Laois w Irlandii położona przy skrzyżowaniu dróg R433 i R434, 8 km na południowy zachód od Abbeyleix i 4 km na północny wschód od zjazdu numer 3 na autostradę M8. Liczba ludności: 138 (2011).